# Isla Galiano
La isla Galiano es una de las islas del Golfo meridionales, localizada entre la isla de Vancouver y la costa del Pacífico de la Columbia Británica, Canadá. Se encuentra en el estrecho de Georgia. Tiene 27.5 km de longitud y 6 kilómetros en su punto más ancho y 1,6 en el más estrecho. En la zona occidental de la isla hay cuevas de arenisca. La isla se encuentra al noroeste de la isla Mayne, al noreste de la isla Saltspring y al sureste de la isla Valdés. Es parte del Distrito Capital Regional, y tiene una población de 1258 habitantes.
Nombrada en honor al explorador español Dionisio Alcalá Galiano, quien exploró el área en 1792, la isla está hermanada con su ciudad natal, Cabra (Córdoba). Galiano fue habitada por los aborígenes de la Primera Nación Penelakut y utilizada por otras naciones Salish de la Costa. Conchales en Montague Harbour sugieren 3000 años de habitación. Hoy hay sólo una Reserva Indígena en la isla, ubicada en el extremo norte de la isla y bajo la administración Penelakut. Industrias de antaño fueron la tala, la pesca y la quema de carbón, aunque hoy el turismo y las artes son los empleos más comunes. 

## Gobierno
Los órganos del Gobierno que supervisan la isla incluyen Federal, Provincial y el Distrito Regional de la Capital, así como la Islands Trust, cuyo mandato es establecer los estatutos de uso de la tierra para "preservar y proteger" la isla, especialmente en materia de desarrollo. Para la mayor parte del siglo XX, aproximadamente la mitad de la tierra en Galiano era propiedad de la empresa silvícola MacMillan Bloedel. Como resultado, no era Galiano tan desarrollada como las islas vecinas. Cuando la empresa vendió sus participaciones en Galiano, el debate sobre las cuestiones de desarrollo se apuntó, y la Islands Trust fijó los tamaños de lote mínimo para limitar el desarrollo. Las elecciones locales se celebran cada tres años para determinar quiénes serán los dos Síndicos de la isla. 

## Acceso

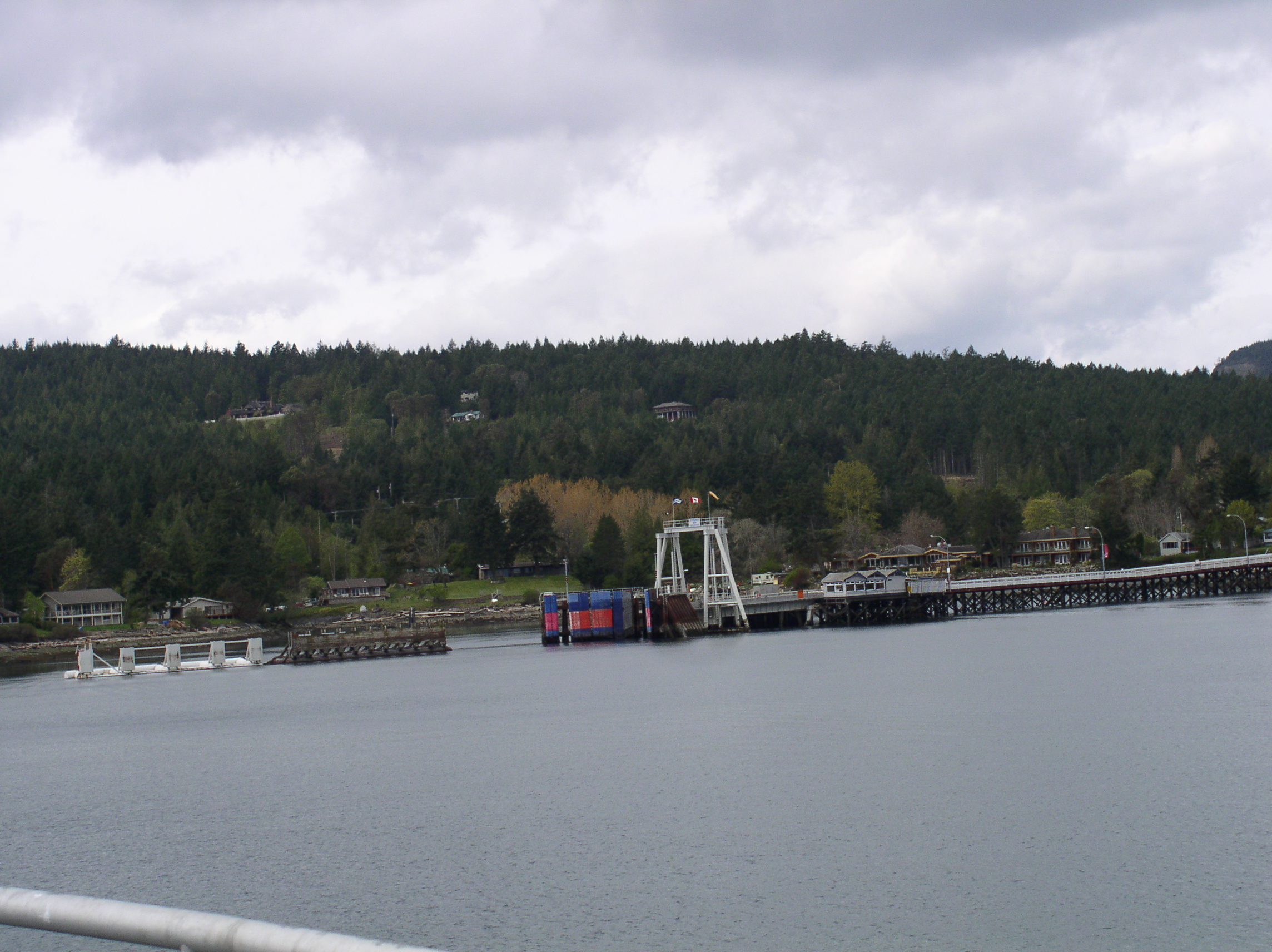
Sturdies Bay, terminal de BC Ferries.

Se puede llegar a la isla por medio de los transbordadores de la compañía. El terminal está situado en Sturdies Bay, en la punta sureste de la isla. Los barcos hacia Isla Galiano zarpan regularmente desde los terminales de Tsawwassen (Vancouver) en el continente y Swartz Bay (Victoria) en la isla de Vancouver.
Las embarcaciones privadas pueden atracar en los muelles públicos de: Sturdies Bay, Montague Harbour, Whaler Bay y Retreat Cove.
Se ofrece servicio diario de hidroavión desde el centro de Vancouver y el Aeropuerto Internacional de Vancouver a través de Hidroaviones Seair y de Salt Spring Air a Montague Harbour. Nuevo en 2009, ahora hay servicio diario de hidroavión de Seattle con Kenmore Air, ya sea a través del Aeropuerto Internacional de Seattle-Tacoma, Kenmore Air Harbor y Seattle-Lago Unión.

## Parques y vida silvestre
En la isla vive una gran variedad de animales y plantas, siendo una etapa importante para las aves migratorias, Galiano tiene cientos de especies de aves y frecuentemente son vistas águilas, garzas y cormoranes. En sus aguas costeras hay ballenas orcas residentes (el núcleo J vive en las aguas del paso Active, que divide las islas Mayne y Galiano), focas, nutrias, leones marinos y muchas variedades de vida marina. 
- El parque provincial marino Montague Harbour[4] es uno de los parques más populares de las Islas del Golfo. Es único su playa Conchal, que es frente al oeste con conchas hundidas que cubren toda la extensión de la playa en lugar de arena. Durante miles de años, era la ubicación de un basural (conchal) utilizado por la gente Salish de la Costa. Montague Harbour es popular entre la comunidad de la navegación de recreo, el puerto suele estar lleno de yates y veleros durante los meses más cálidos del mes de junio, julio y agosto. Boyas de amarrar del Parque están en oferta limitada y no pueden ser reservadas, pero el puerto está muy bien protegido si se opta por el ancla. Un puerto deportivo con amarre, muelle de gasolina, varias tiendas pequeñas, y un café (sólo en verano) se encuentra en el extremo sur de la bahía, y un muelle público cerca al puerto deportivo.

- El parque provincial Dionisio Point[5] es un parque natural accidentado en el extremo norte de la isla con hermosas playas que los isleños llaman Coon Bay (Bahía Mapache). Aquí se encontrará una costa única con formaciones artísticas de arenisca esculpida, una playa de arena para la natación, piscinas mareales, flores silvestres de multicolores y los bosques que llenan el parque.

- El parque Bluffs[6] es el original parque natural de Galiano, establecido por suscripción pública en 1948. Con 130 hectáreas, se extiende tierra adentro en la selva virgen, además de tener altos acantilados y una playa de arena.

- El parque Monte Galiano[7] es el punto más alto. La parte superior proporcionará los excursionistas, con vistas a las islas del Golfo, de San Juan en los EE. UU., y las montañas distantes del continente.

- El parque provincial Collinson Point[8] es esencialmente la costa del monte Galiano, y es importante para proteger la vida marina de los accesos a Active Pass.

- El parque provincial Bodega Ridge[9] se compone de una sierra creciente de varios cientos de metros sobre el nivel del mar, con vistas a muchos de los centenares de las islas e islotes del Golfo, y más allá a las montañas de la Península Olímpica. Altos acantilados son el hogar de aves de rapiña como el halcón peregrino y el águila calva, así como árboles como cedros y abetos Douglas.

## Playas
Hay varias playas a lo largo de las costas de la isla. Pebble Beach es una playa con piedras grandes en lugar de arena. Las piedras, después de sentarse bajo el sol durante horas, ayudan no sólo a calentar el agua cuando sube la marea, sino calientan los bañistas que se encuentran directamente sobre ellos. Varias playas de arena fina de color gris en lugar de arena gruesa o conchas. 

## Infraestructura
Las líneas de alta tensión HVDC-Isla de Vancouver cruzan Galiano hacia el suroeste como la sección de arriba, que termina en una terminal de cable en la isla de Parker. 

## Personas destacadas nacidas en isla Galiano
- Iona Campagnolo (nacida en Galiano), exgobernadora de Columbia Británica
- Tamara Nile (nacida en Galiano), cantautora y actriz
- Jane Rule, novelista
- Audrey Thomas, novelista
- Judy Baca[10] (en verano), muralista chicana

## Galería

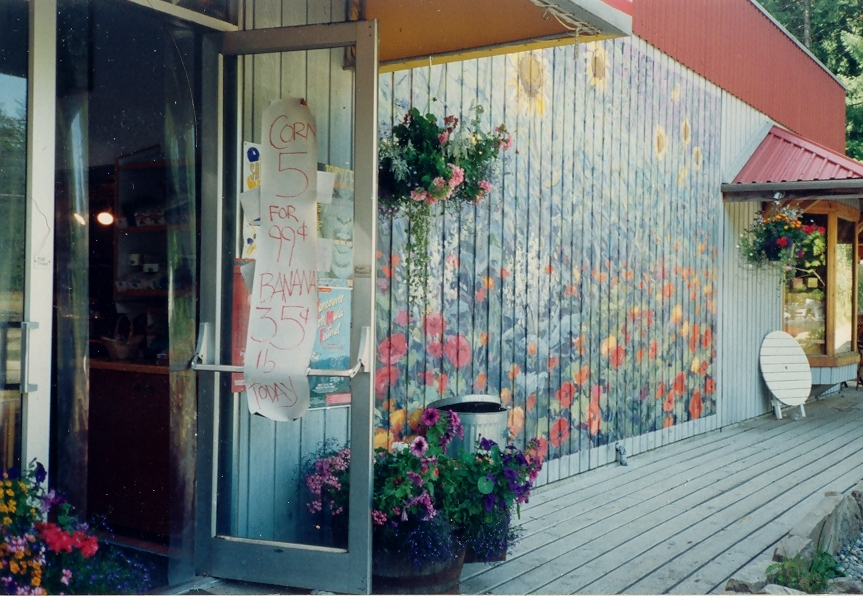
Verdulería
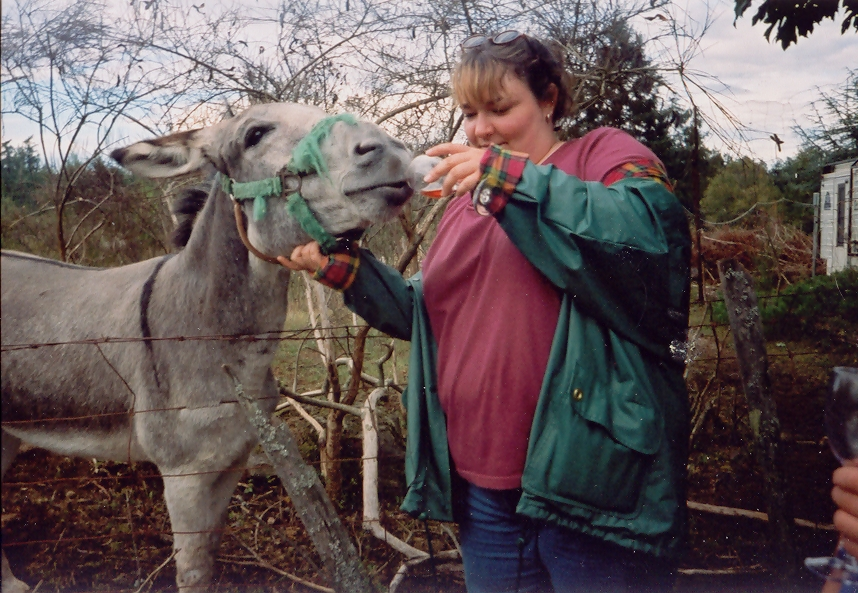
Nutrición básica para el ganado doméstico
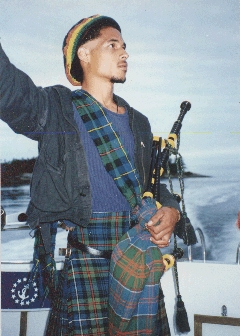
Doug Thistle-Walker, músico
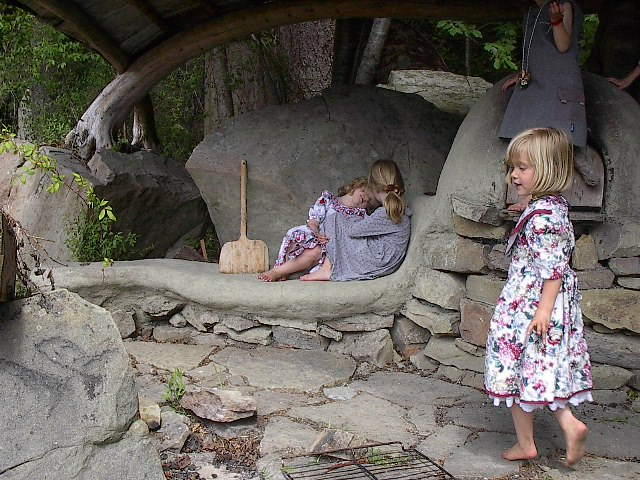
Horno al aire libre, Retreat Cove
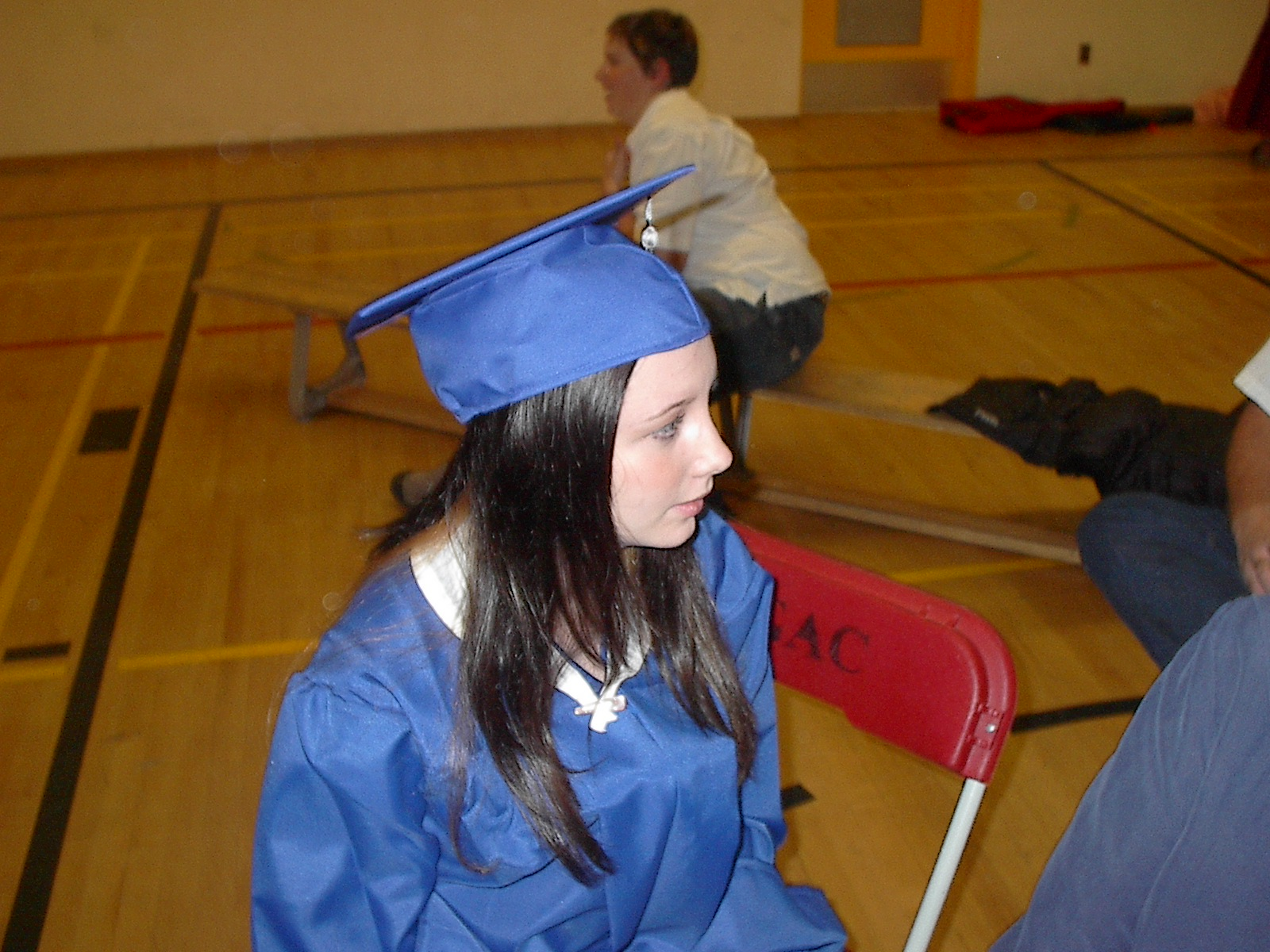
Escuela Galiano con una sección de secundario pequeña
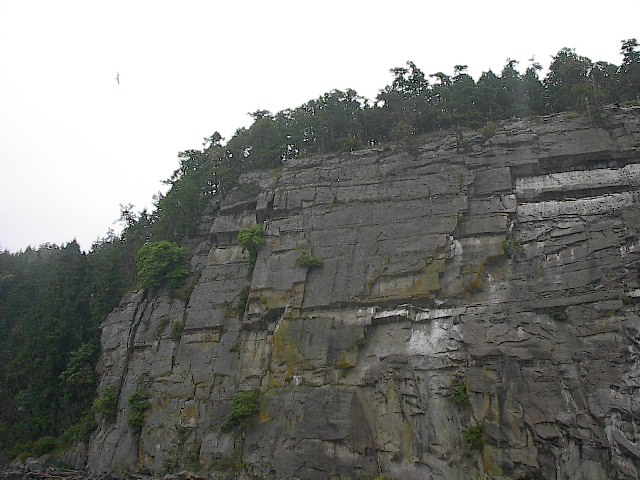
Acantilado de cormoranes
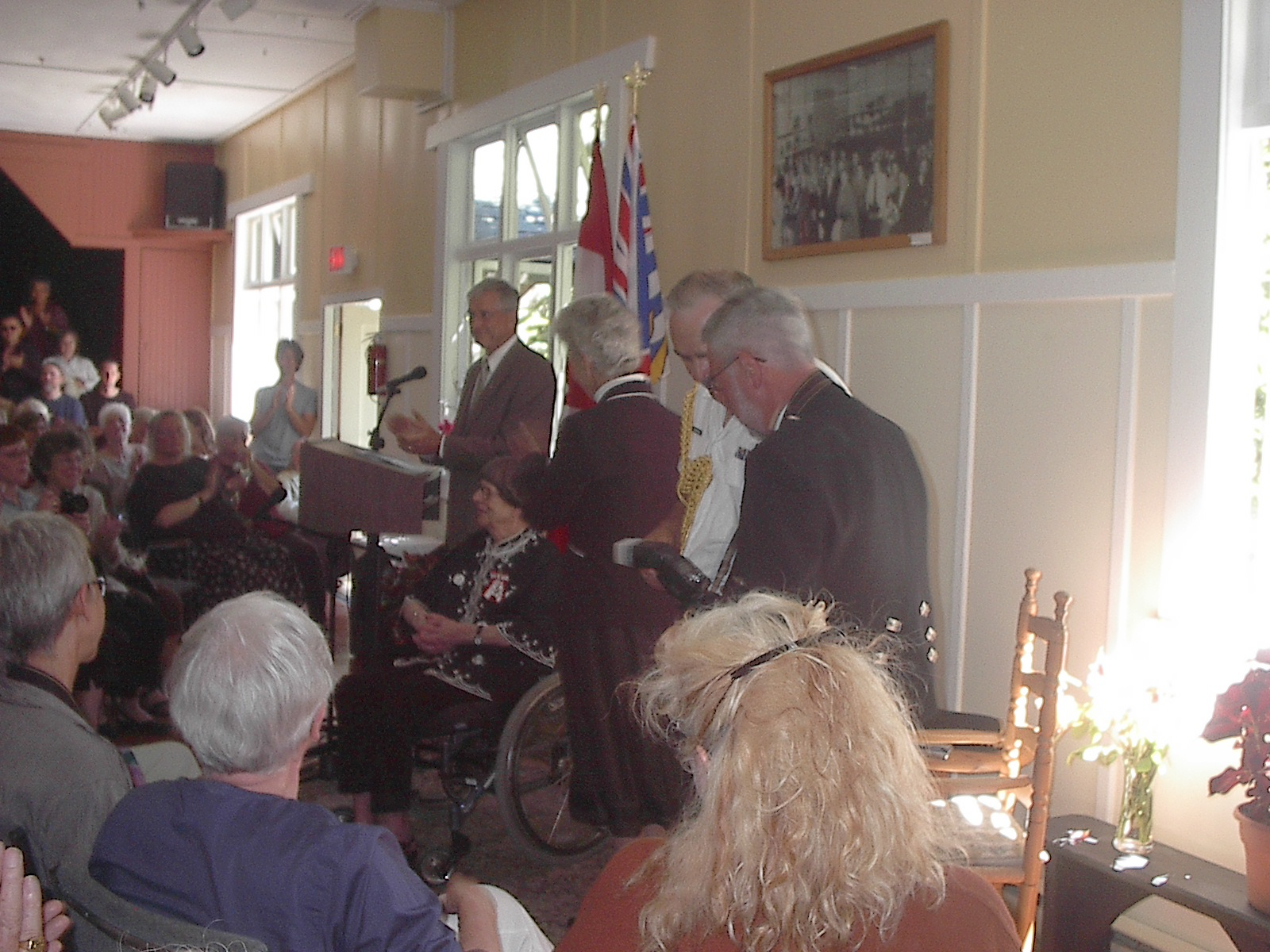
Jane Rule recibe la Orden de Canadá de la Teniente-Gobernadora Iona Campagnolo, Sala Comunitaria
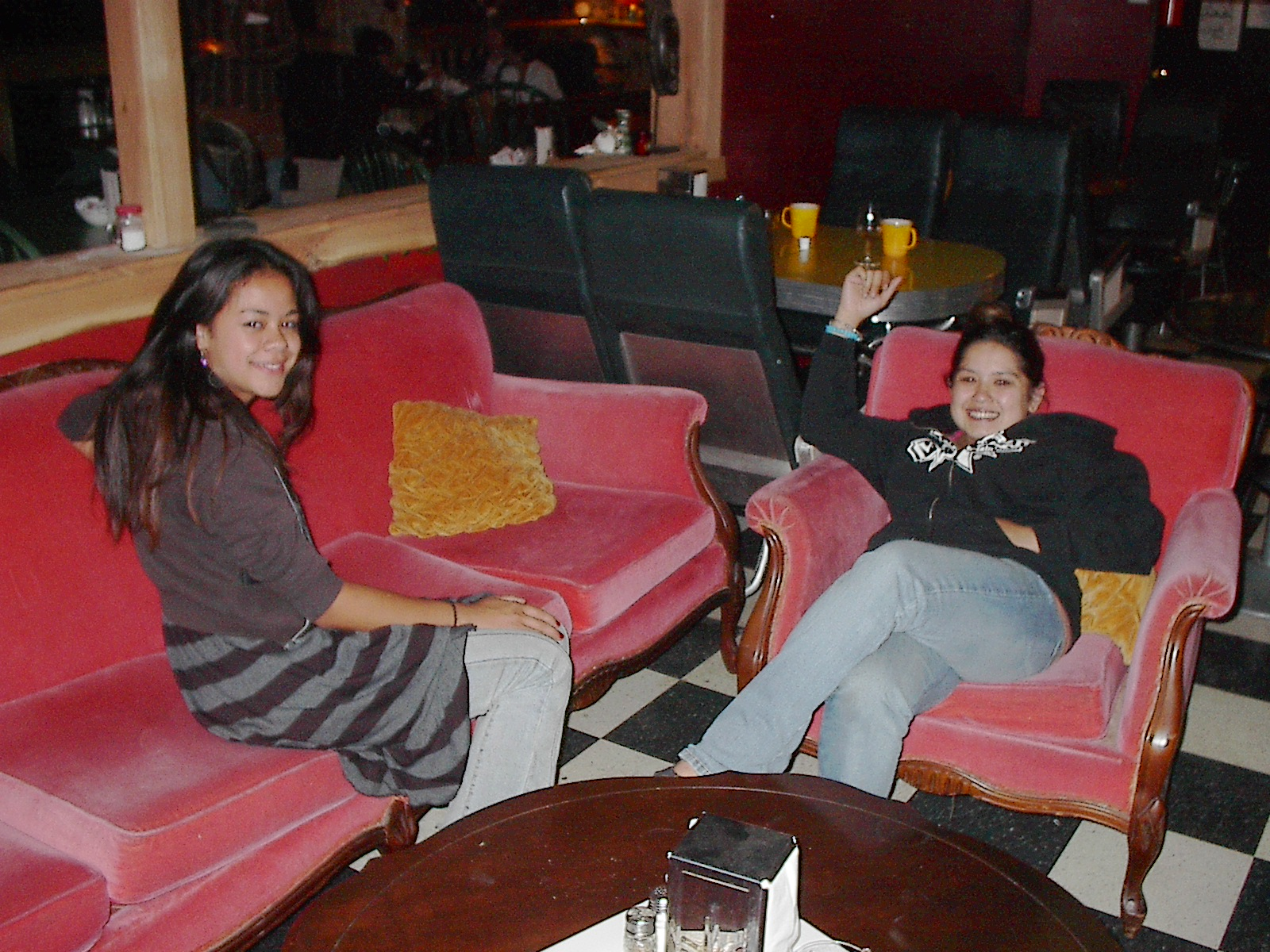
Galianeras con raíces hawaiianas
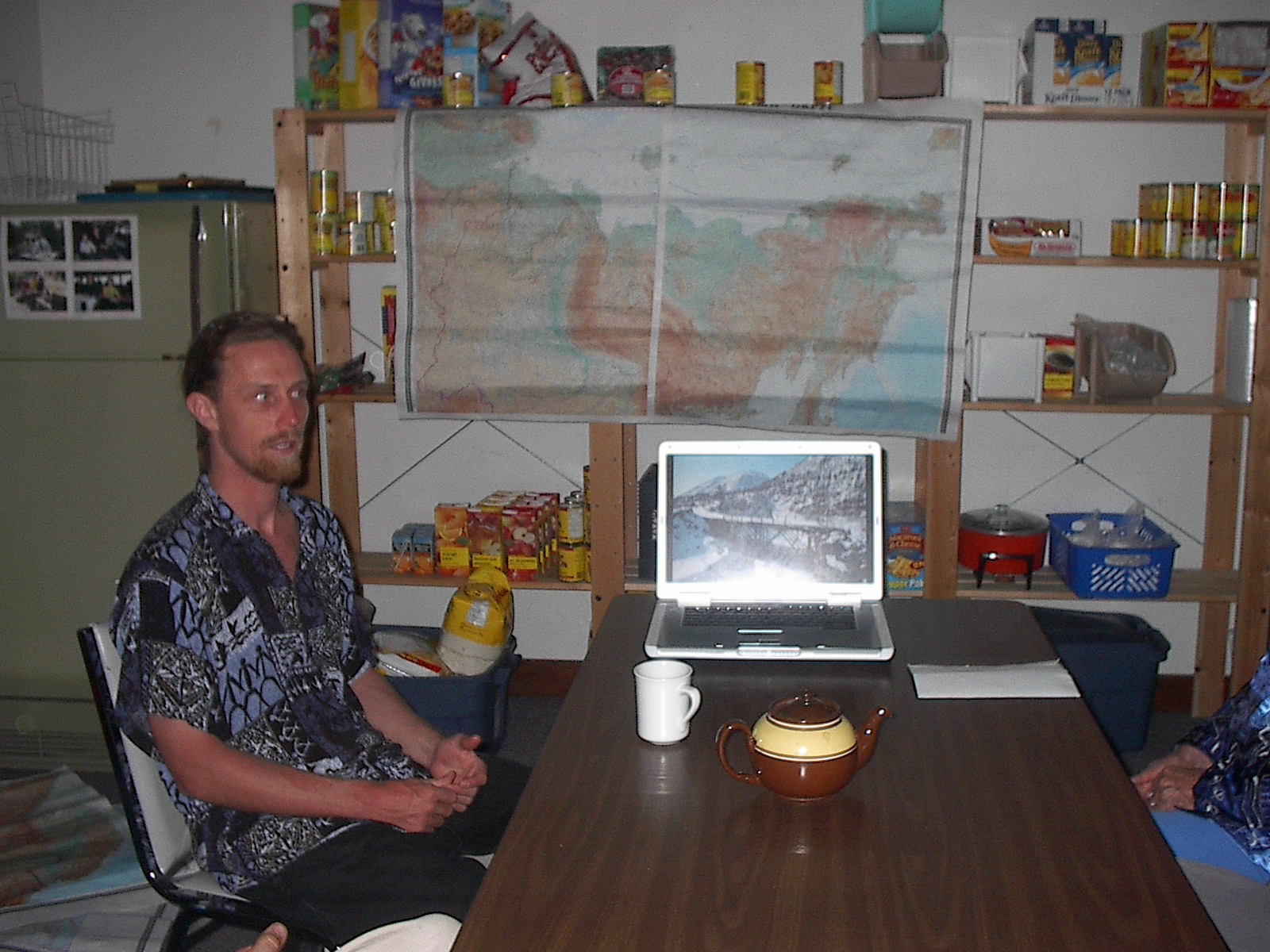
Tim Harvey habla de su gira de ciclo del mundo, sala de San Margarita
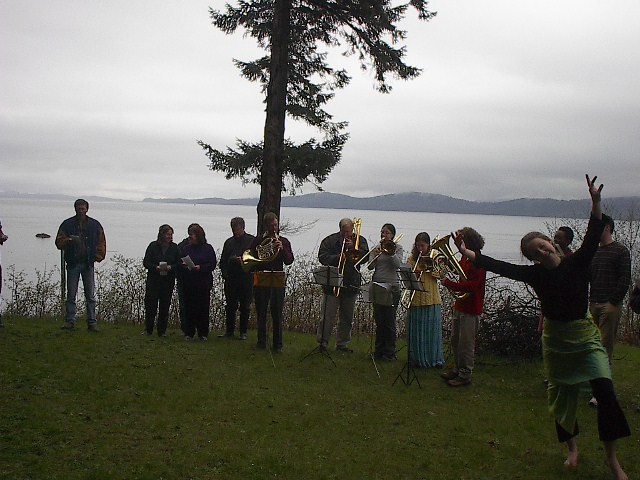
Celebración Pascual, Galiano, Iglesia de la Comunidad, Retreat Cove
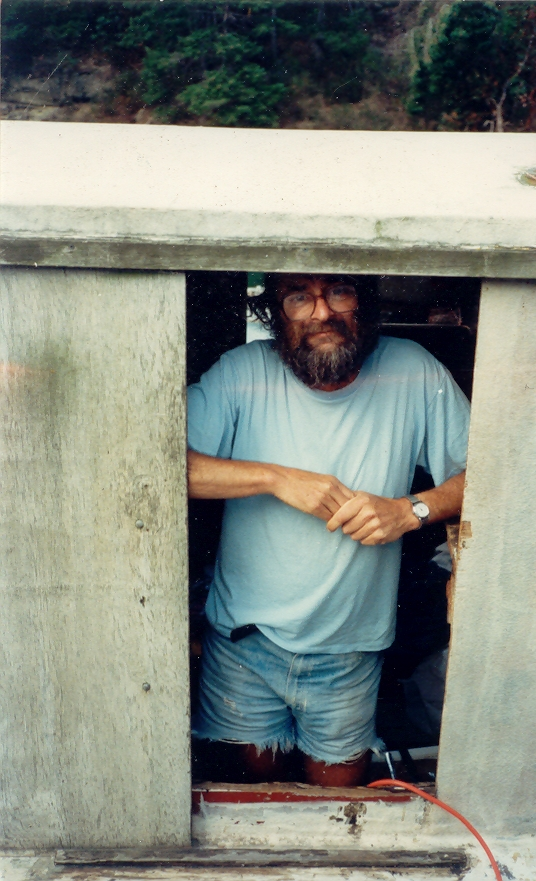
Vaughan Cowley, maestro de Puerto, en su Casa, 1992
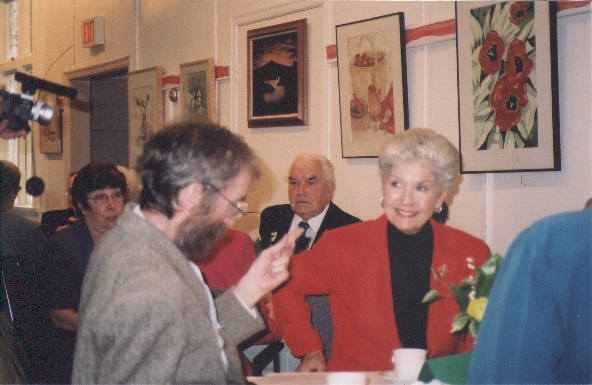
Sala Comunitaria, Fiesta con la teniente gobernadora Iona Campagnolo
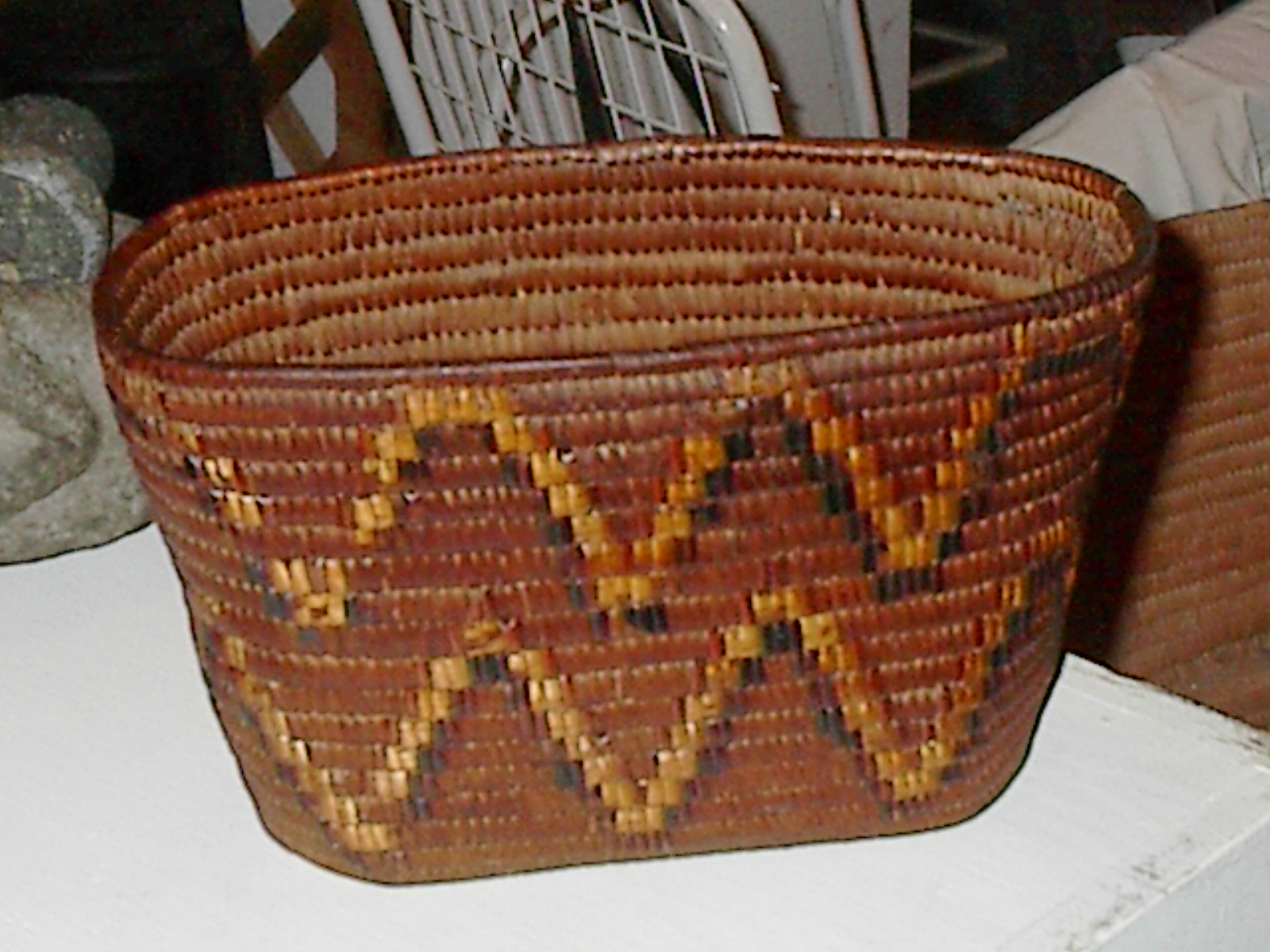
Cesta originaria hecha con tiras de cedro
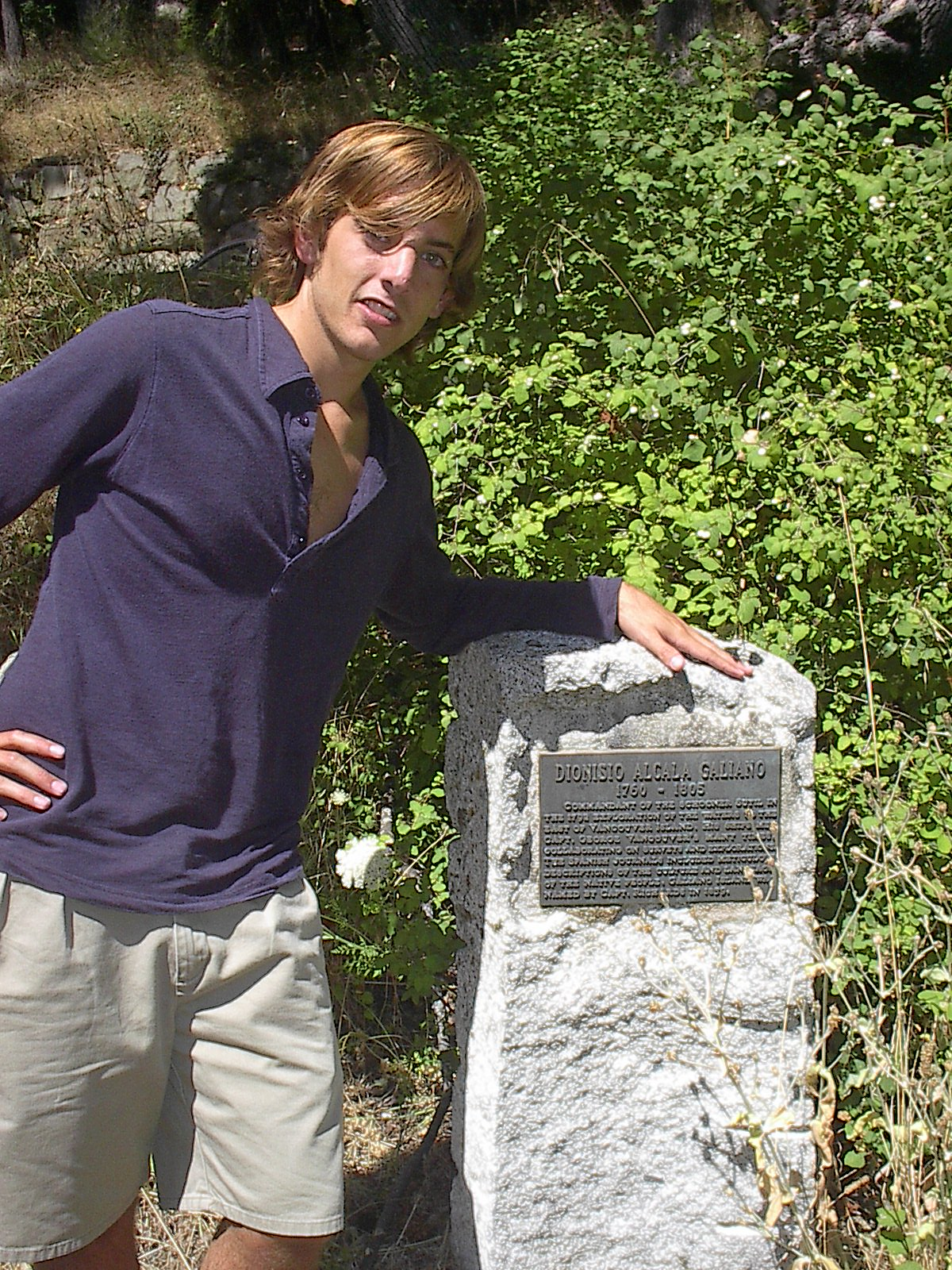
Jaime Alcalá Galiano, descendiente directo de Dionisio Alcalá Galiano, en el monumento Galiano en Parque Montague
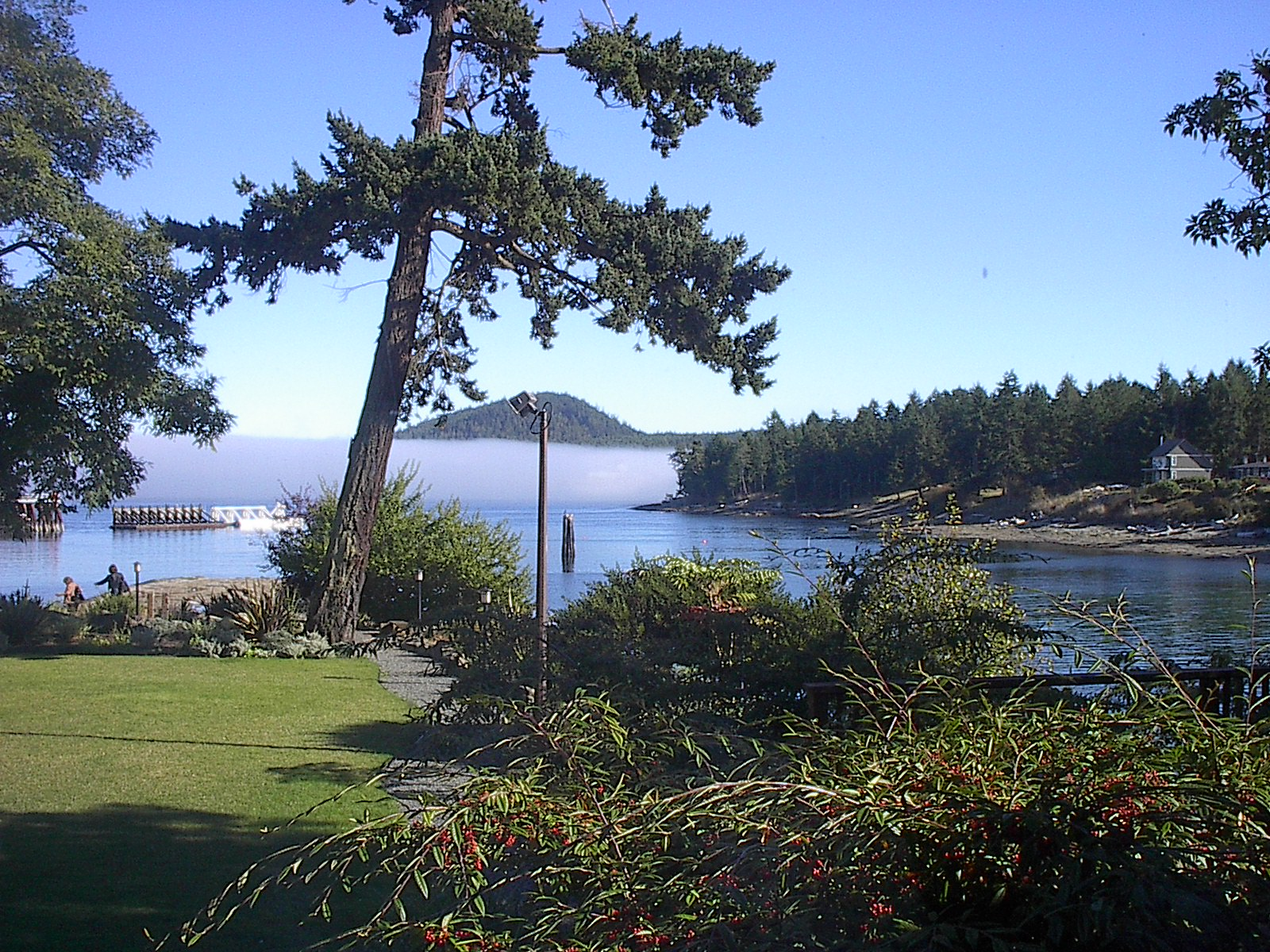
Niebla Sobre el paso Active
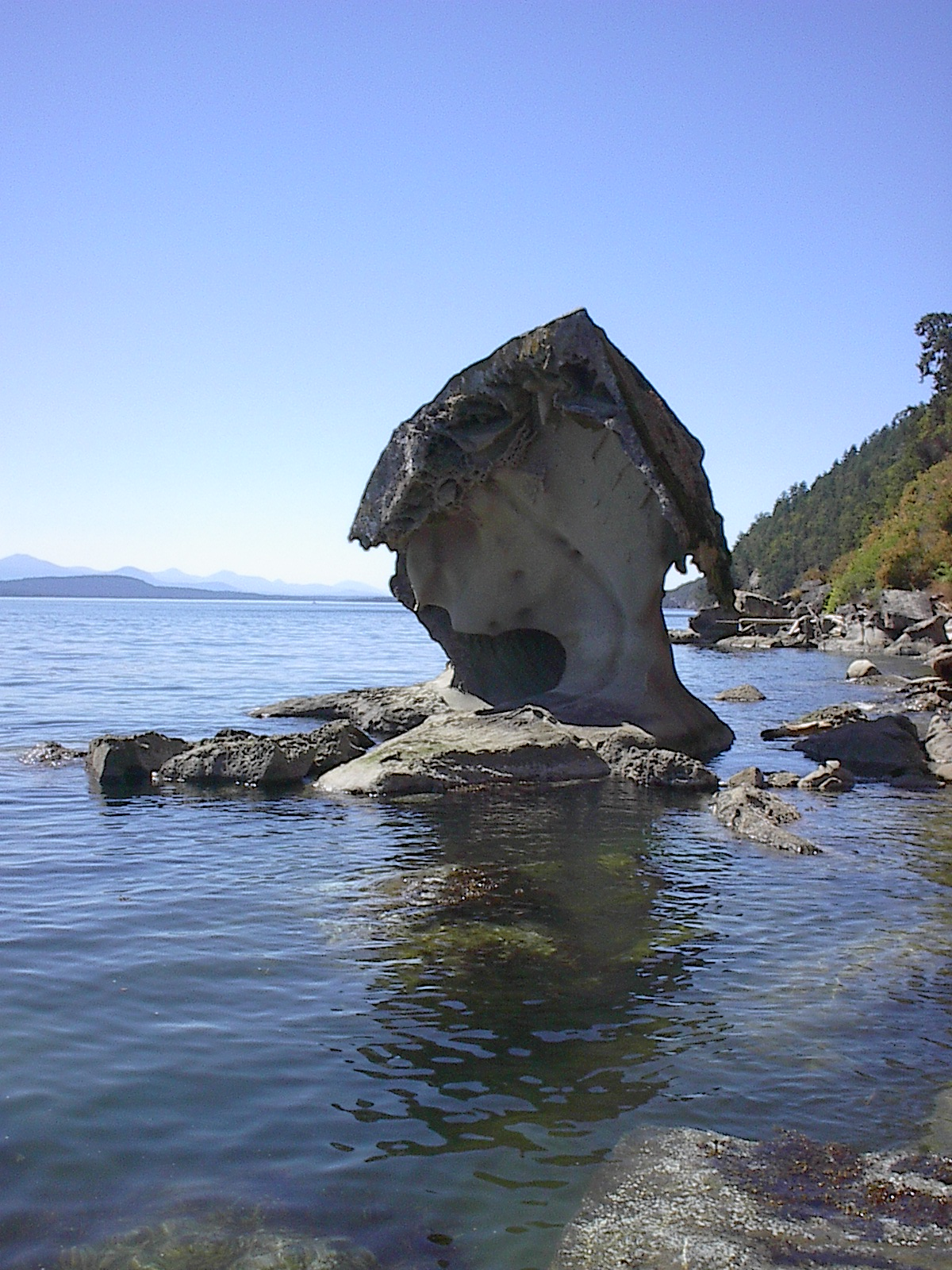
Roca Seta
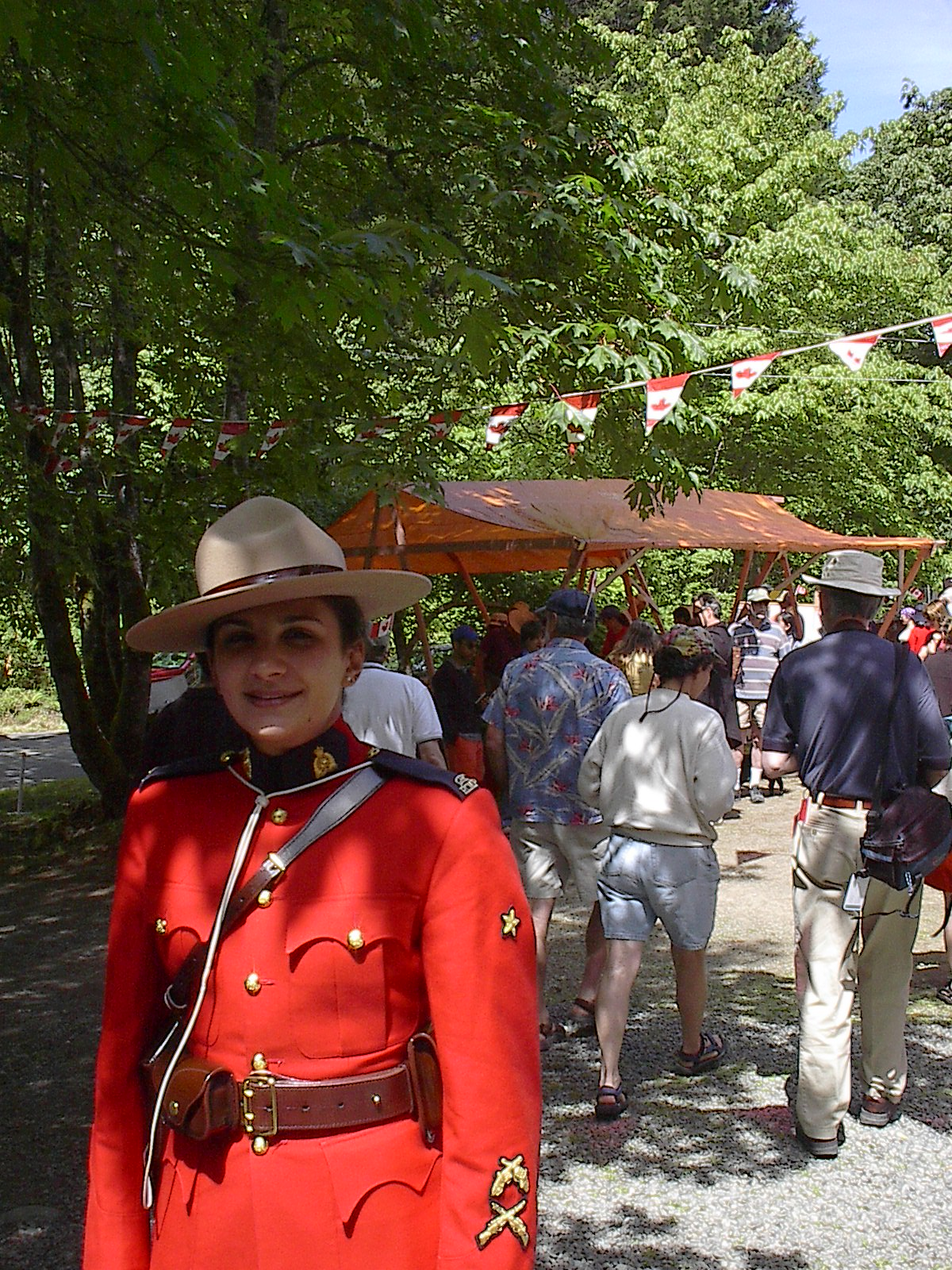
Día de Canadá en la Sala Galiano Norte; Const. Lina Dabit, RCMP
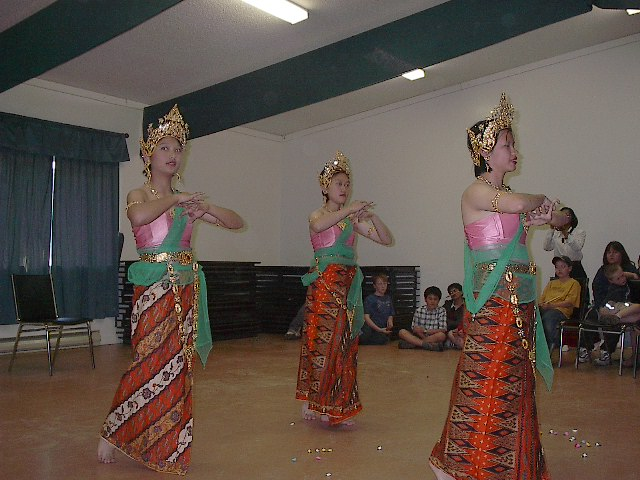
Club de Leones, intercambio de estudiantes con Tailandia
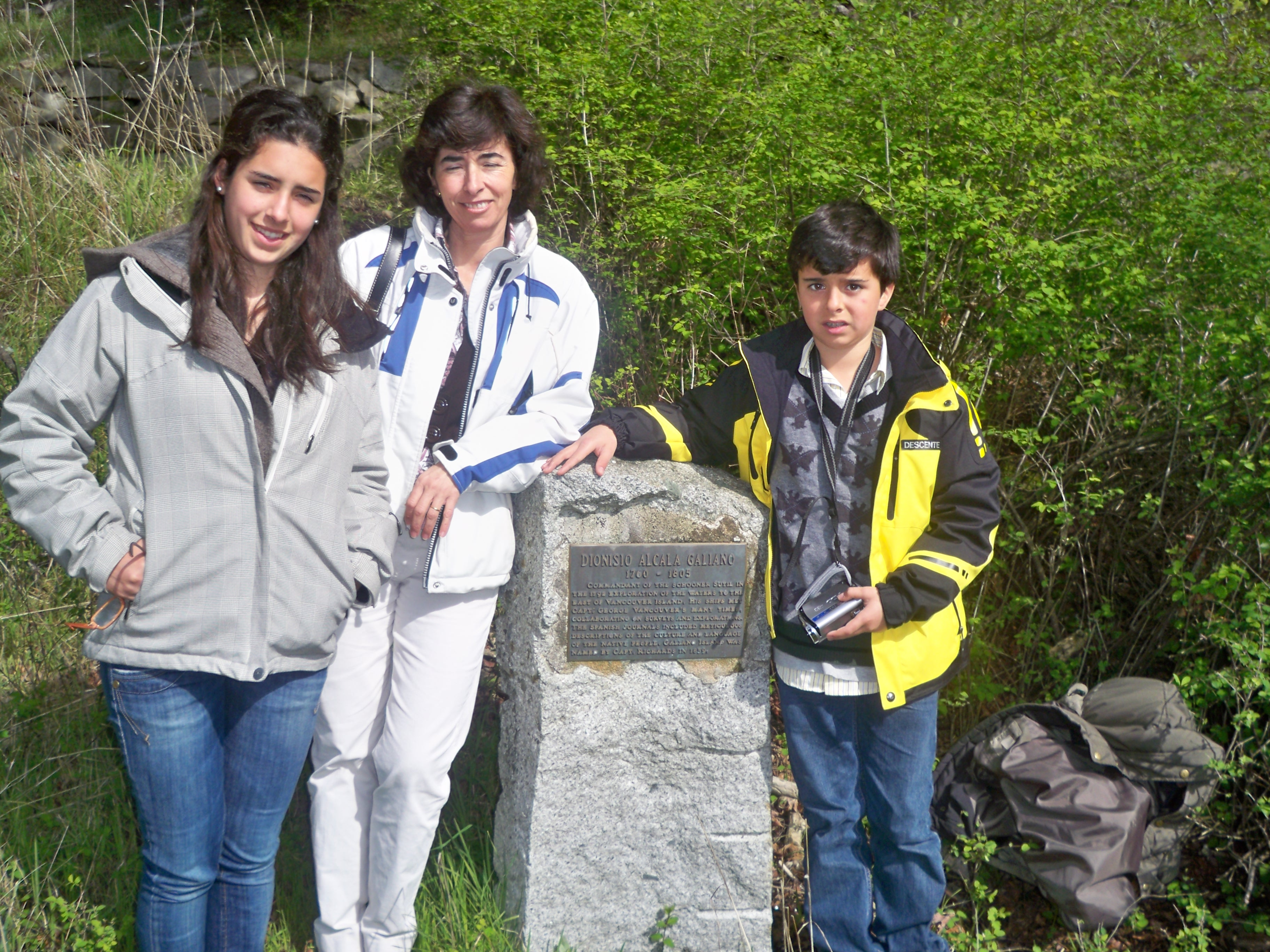
Almudena Alcalá-Galiano con sus hijos Rocio y Carlo
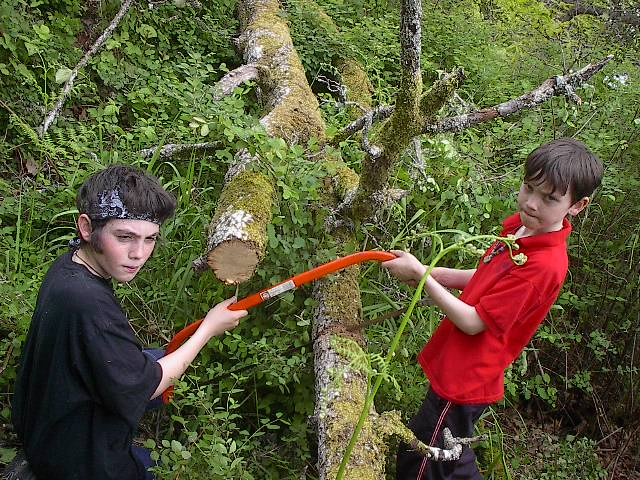
Scorpion Point, acceso a la playa, voluntarios lo abren
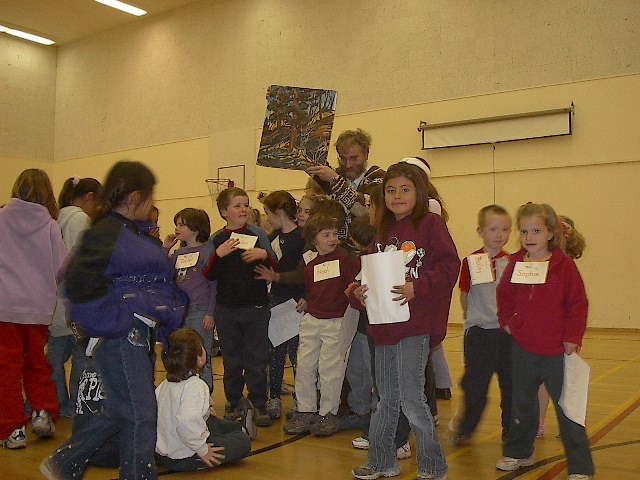
Visita por los Indígenitos Penelakut de Isla Kuper
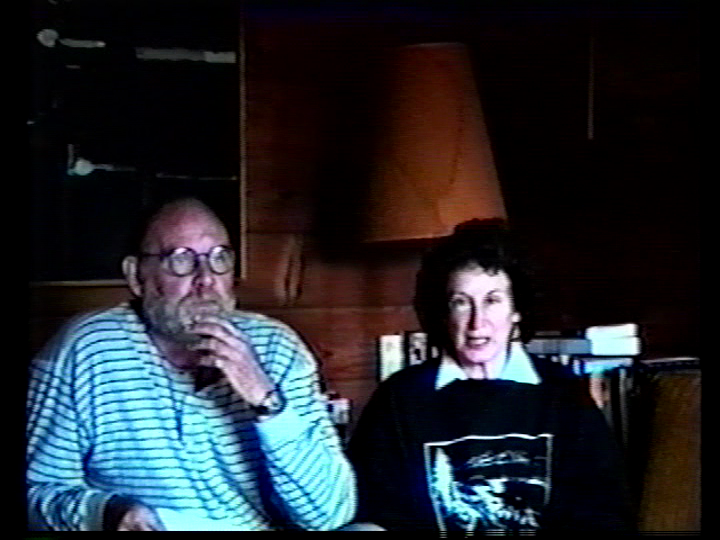
Margaret Atwood y Graeme Gibson hiciendo un propaganda para el medio ambiente (cerro Bodega)
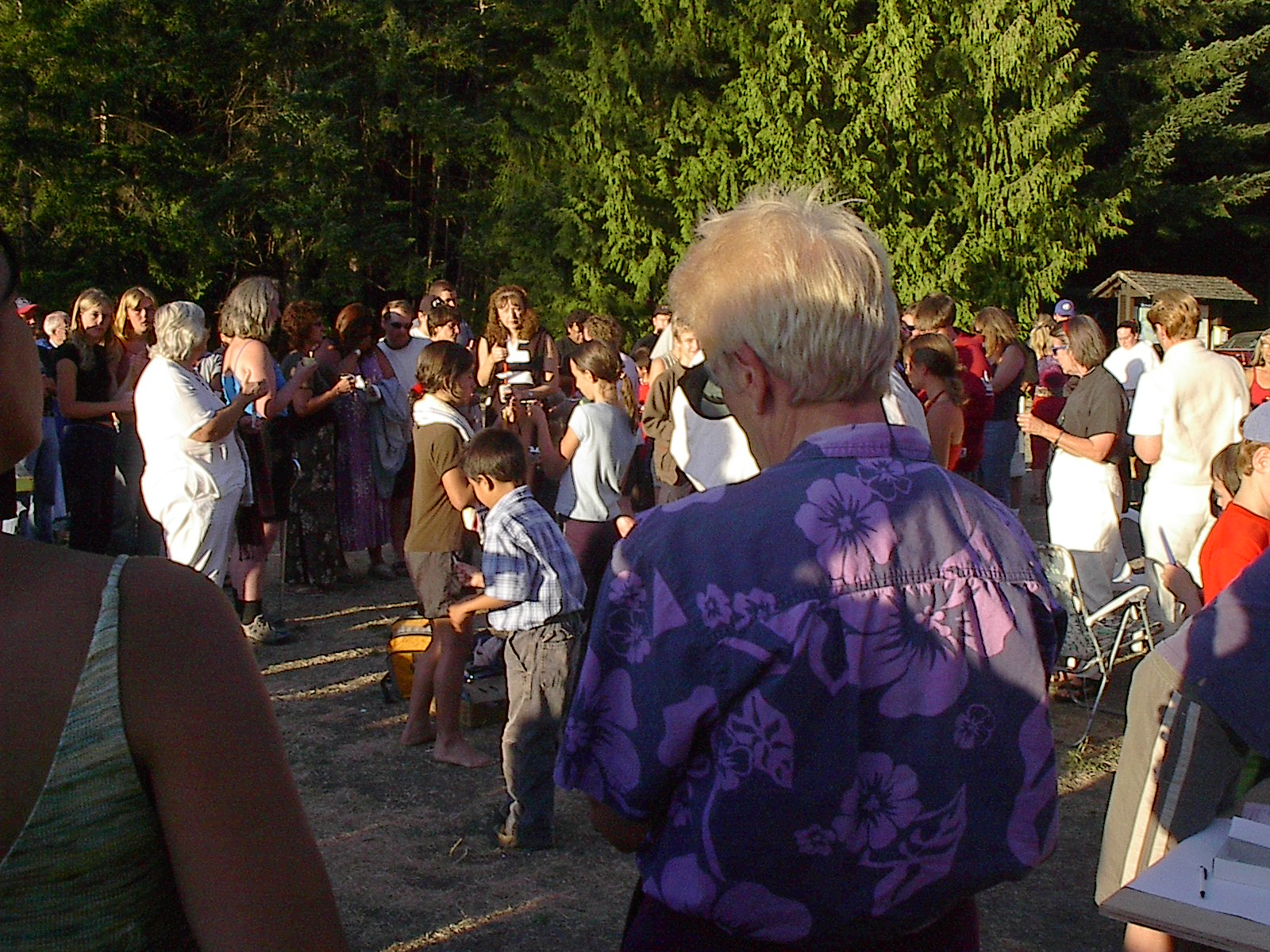
Memorial de las Víctimas del Naufragio del "Cap Rouge II" en el parque Montague
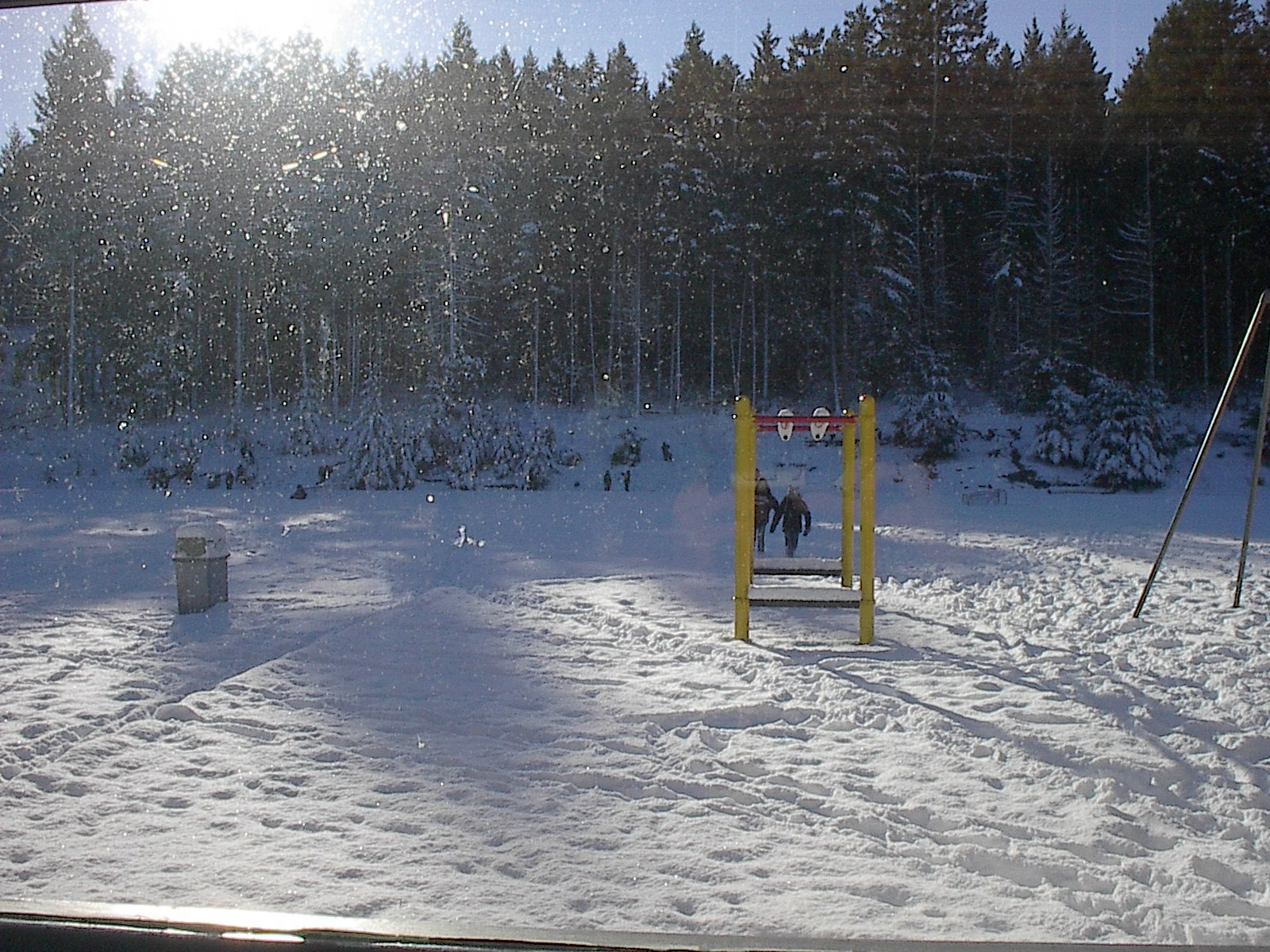
Zona de juegos en enero
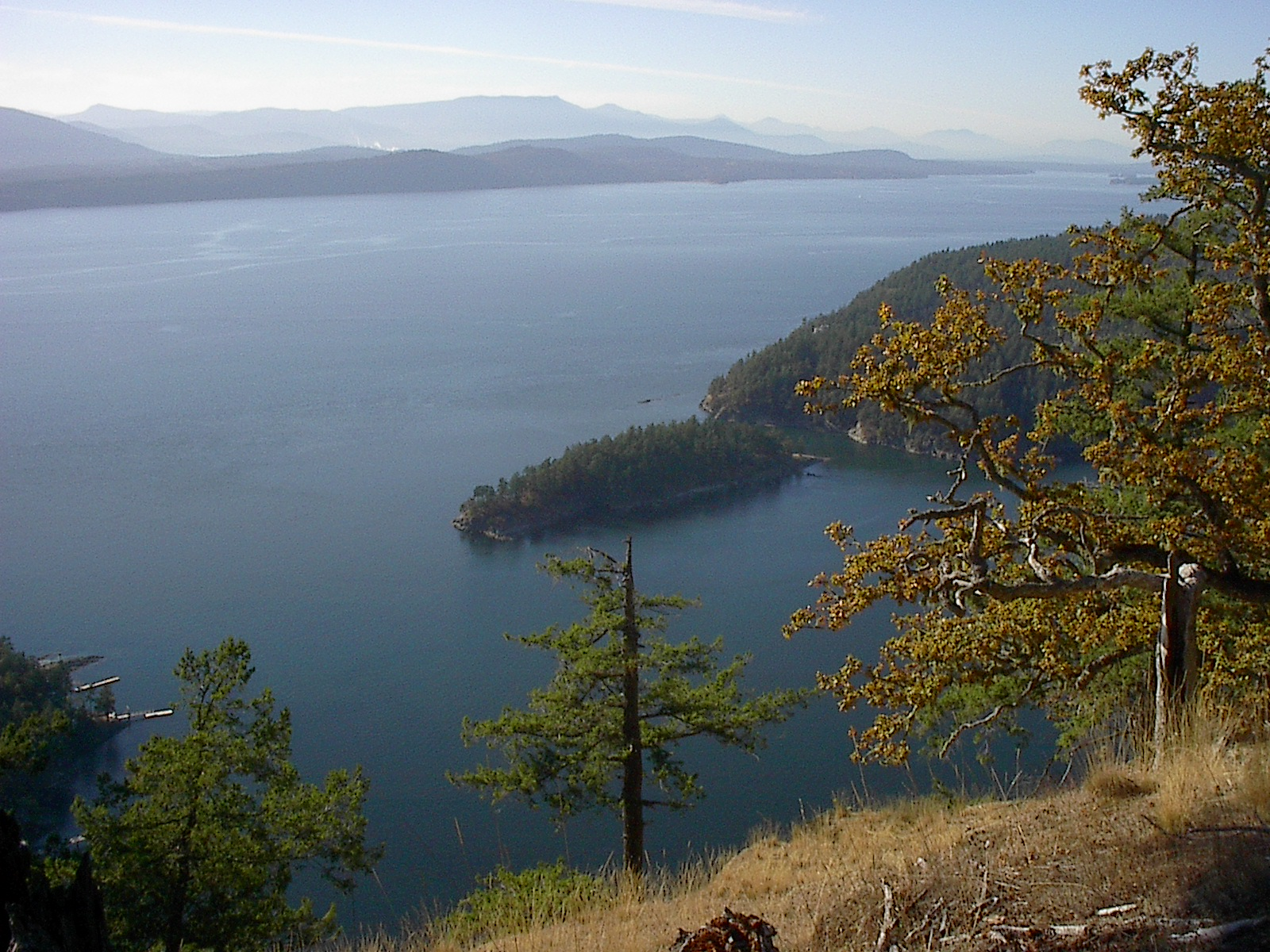
Vista desde el monte Sutil
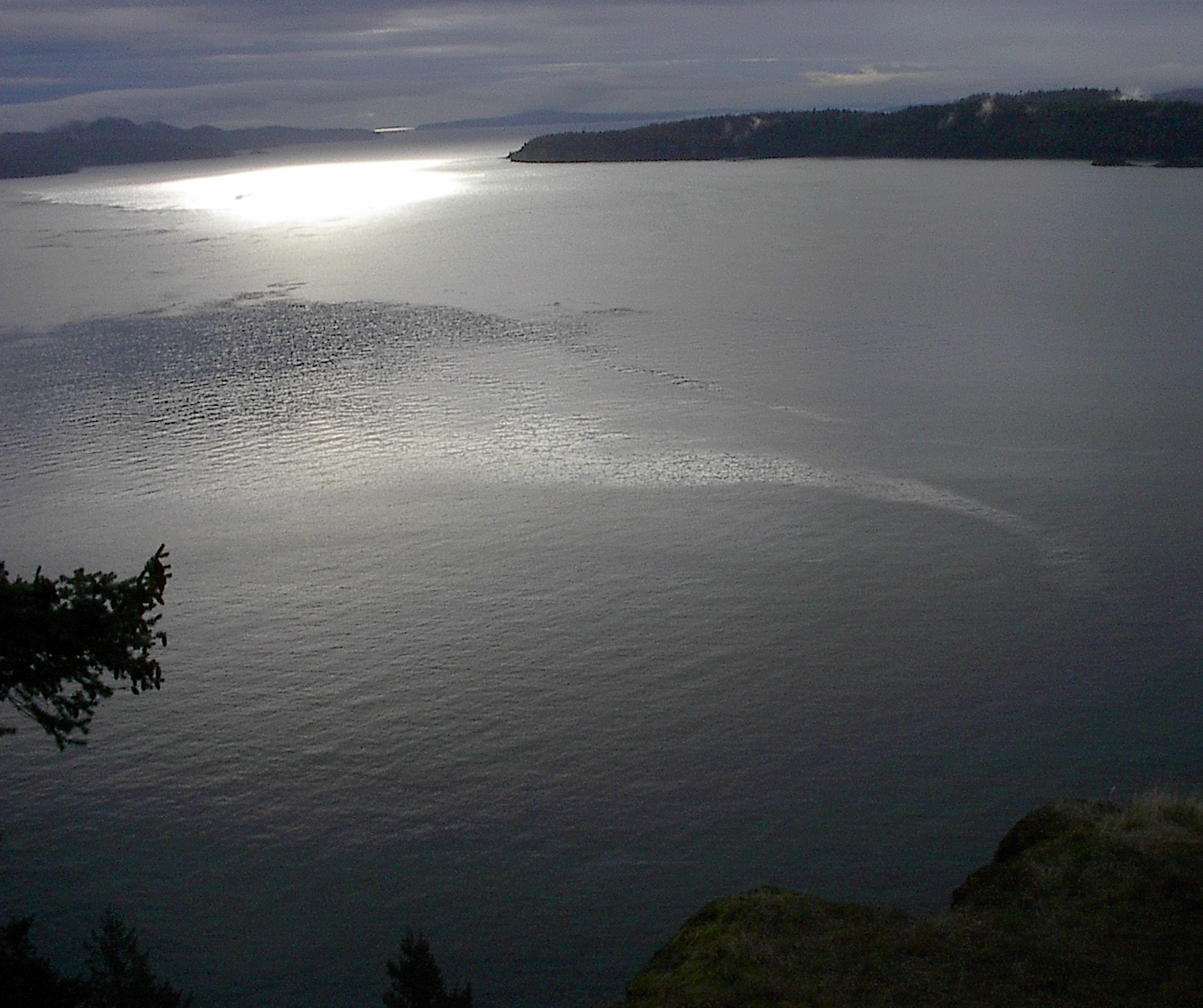
Vista del monte Galiano hacia Victoria
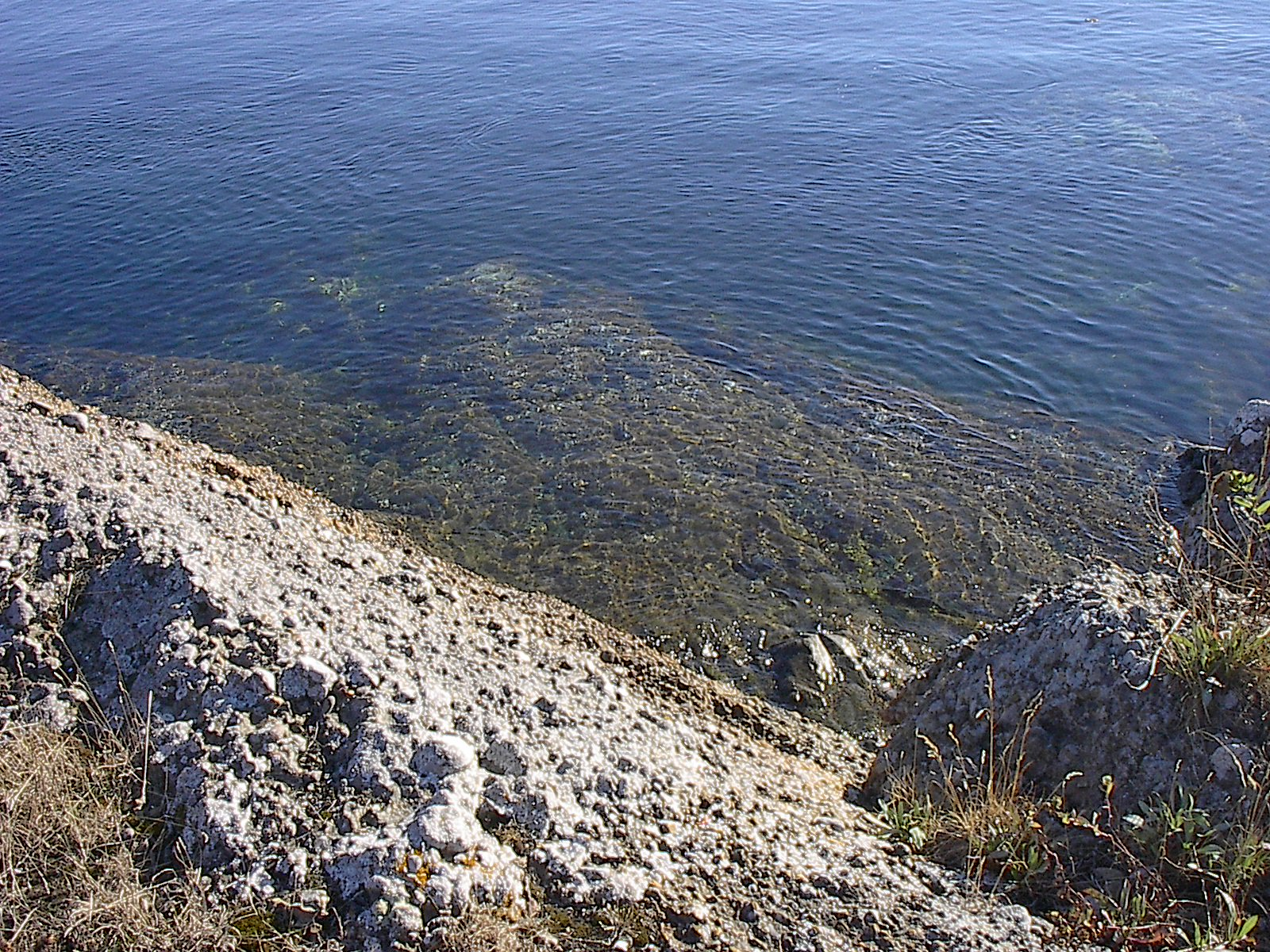
Reserva Ecológica Turtle Island, vista al agua
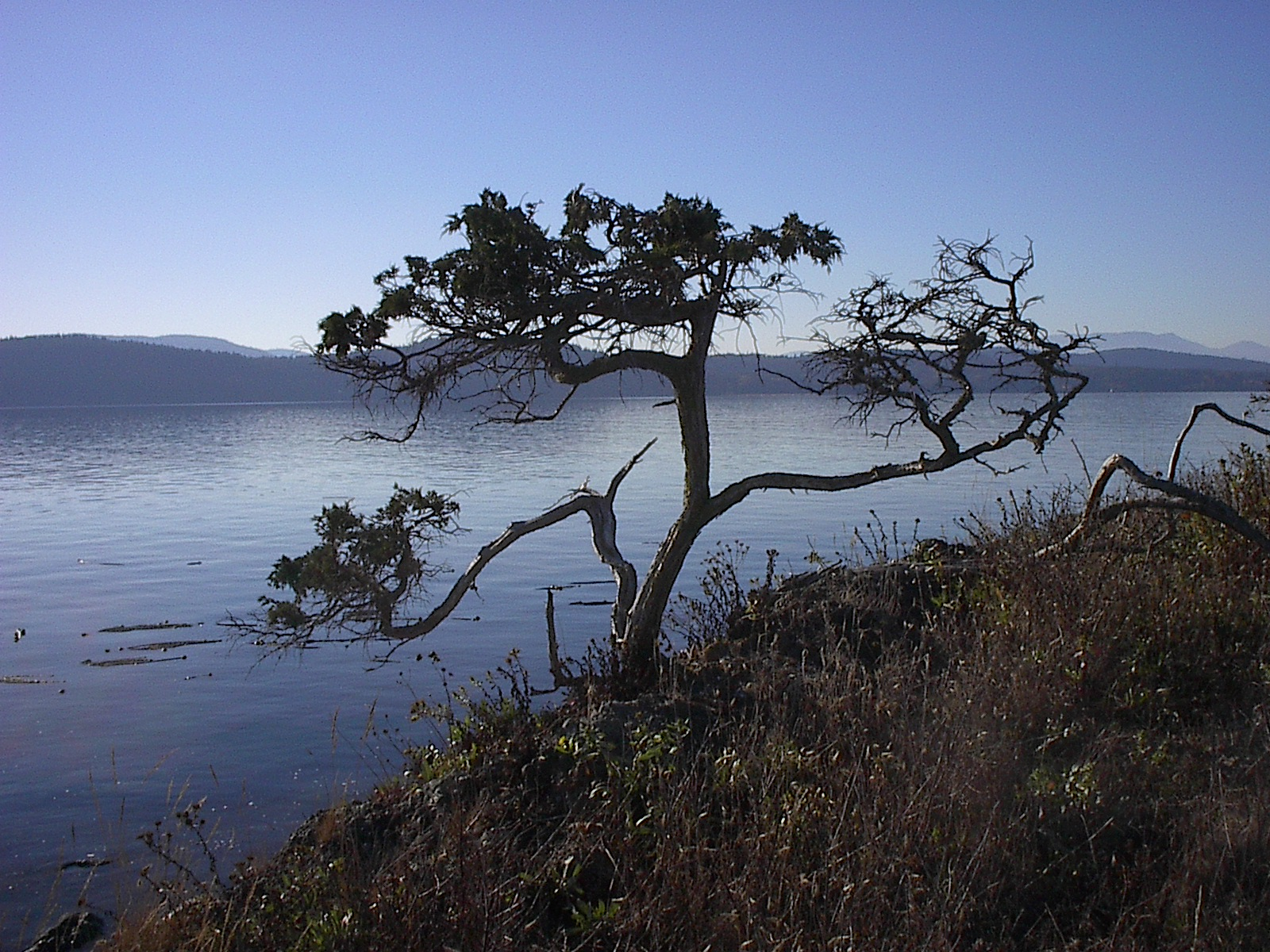
Enebro solitario, en isla Turtle
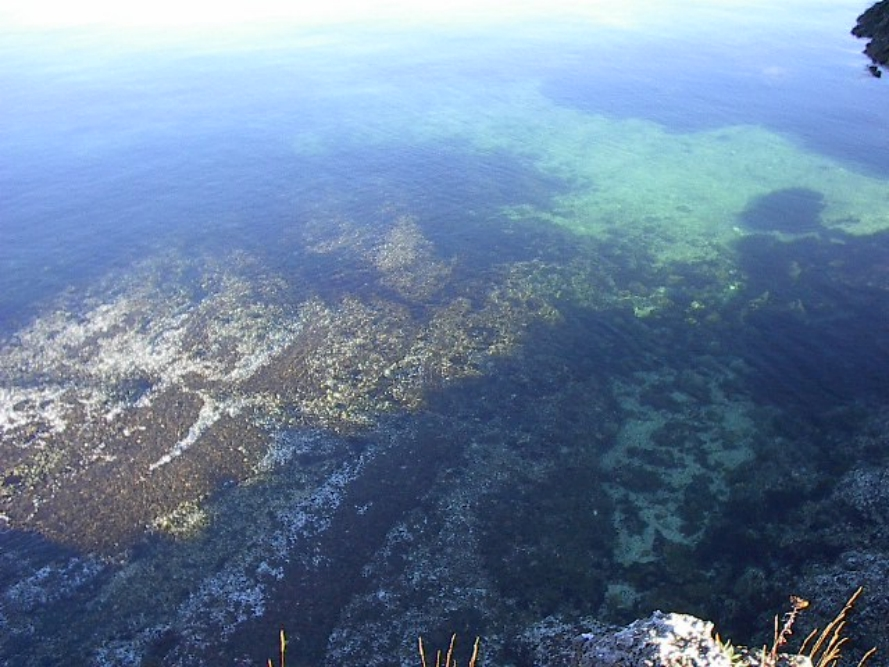
Arrecife azul,  en isla Turtle